# Цигани продават сита на софийския пазар
„Цигани продават сита на софийския пазар“ е жанрова картина на българския художник Антон Митов от 1904 година.
Сюжетът е взет от съвременното ежедневие на София, изобразявайки уличен пазар в града – на преден план група циганки излагат на земята предлагани от тях сита, а зад тях се виждат разнородни групи от хора, някои в селски носии, а други в модерно градско облекло. Картината е с размери 81 × 121 cm и е рисувана с маслени бои върху платно.
През ноември 2024 година „Цигани продават сита на софийския пазар“ е продадена на търг в Париж за 160 хиляди евро, най-високата известна цена за българска картина до този момент.